# Façanha de La Plata
A Façanha de La Plata (em espanhol: La Hazaña de La Plata) é como ficou conhecida uma histórica partida de futebol válida pela fase de grupos da semi-final da Copa Libertadores da América de 1971 (à época um triangular), em 29 de abril daquele ano, em que o Barcelona de Guayaquil, do Equador, venceu, fora de casa, por 1 x 0, o Estudiantes de La Plata, da Argentina. O time argentino era o atual tricampeão da competição (1968, 1969 e 1970) e, até aquele dia, permanecia invicto jogando em casa na história de sua participação na Libertadores (até então, eram onze vitórias e um único empate – 0 a 0 com o Millonarios, em 1968). A vitória do Barcelona levou a um aumento de sua popularidade, não apenas na suAa cidade sede (Guayaquil), mas em todo o Equador.
No dia seguinte, na sessão de esportes do equatoriano El Universo, a chamada era “A inesquecível noite em que o Barcelona ganhou do Estudiantes”, e o texto “Muitos anos passarão, virá o ano 2000 e outras gerações com a chegada do século XXI. O homem chegará não apenas à lua mas a outros planetas, possivelmente a outro sistema solar, mas os torcedores equatorianos e particularmente os guayaquileños vão sempre se lembrar da noite em que o Barcelona venceu o Estudiantes de La Plata. O Barcelona realizou uma façanha que logo se converterá em lenda”.

## Pré-jogo
Em sua edição de 27 de abril de 1971, a revista esportiva argentina El Gráfico publicou um artigo na véspera da partida que dizia: "O que os alunos cantam ... Rapaz, traga outra xícara!". Entre outras coisas, o autor, Oswaldo Ardizzone, escreveu: "O Barcelona é uma equipe de terceira categoria na qual o maestro Spencer está fazendo a última parada de sua grande carreira goleadora". Devido à vitória anterior dos Estudantes sobre o Barcelona por 1 x 0 em Guayaquil, Ardizzone não poupou elogios para refletir sobre a eficácia dos jogadores do Estudiantes quando atuaram como visitantes: "Eles resolveram o jogo com nada mais do que aquela organização para enfrentá-lo. segurança e serenidade do time que sabe o que quer. Quem sabe que nesses tipos de confrontos você não ganha mais que o suficiente, mesmo que o rival seja a terceira categoria (...) eu sei que o Barcelona é um time da terceira categoria, mas o jogo foi lá, em Guayaquil, com os tribunos de Guayaquil e com os 35 graus de Guayaquil."
Essas linhas eram ofensivas no Equador, a ponto de a edição de 3 de maio de 1971 do jornal local El Universo intitular: "A revista El Gráfico ridiculariza Guayaquil e os onze de Barcelona". De fato, a chamada equipe de "terceira categoria" acabou vencendo uma equipe experiente em sua própria casa e pela Copa, precisamente naquelas semifinais da Copa.

## Ficha técnica da partida
| 29 de abril de 1971, 21:30 | Estudiantes de La Plata | 0:1 | Barcelona               | |
|                            |                         |     | 62' Juan Manuel Bazurko | Público: 20 000 Árbitro: Héctor Ortiz Assistente 1: Romualdo Arppi Filho Assistente 2: César Orozco |

| Estudiantes | Barcelona de Guayaquil |

| G                   | 1  | Gabriel Mario Flores  |     |     |
| LD                  | 23 | Rubén Pagnanini       |     |     |
| Z                   | 3  | Ramón Aguirre Suárez  |     |     |
| Z                   | 14 | Hugo Spadaro          | 65' |     |
| LE                  | 8  | José Hugo Medina      |     |     |
| M                   | 5  | Juan Miguel Echecopar |     |     |
| M                   | 4  | Néstor Togneri        |     |     |
| M                   | 10 | Carlos Pachamé        | 76' |     |
| A                   | 11 | Pedro Verde           |     |     |
| A                   | 12 | Rubén Bedogni         |     |     |
| A                   | 9  | Juan Ramón Verón      |     |     |
| Suplentes:          |    |                       |     |     |
| M                   | 7  | Camilo Aguilar        |     | 65' |
| M                   | 20 | Daniel Romeo          |     | 76' |
| Técnico:            |    |                       |     |     |
| Miguel Ignomiriello |    |                       |     |     |

| G           | 24 | Jorge Phoyú          |     |     |
| LD          | 4  | Walter Cárdenas      |     |     |
| Z           | 3  | Vicente Lecaro       |     |     |
| Z           | 7  | Edison Saldivia      |     |     |
| LE          | 5  | Luciano Macias       |     |     |
| M           | 8  | José Paes            |     |     |
| M           | 11 | Miguel Angel Coronel | 45' |     |
| M           | 15 | Jorge Bolaños        |     |     |
| M           | 25 | Washington Muñoz     |     |     |
| A           | 10 | Alberto Spencer      |     |     |
| A           | 17 | Juan Manuel Bazurko  |     |     |
| Suplentes:  |    |                      |     |     |
| M           | 11 | Anderson Hurtado     |     | 45' |
| Técnico:    |    |                      |     |     |
| Otto Vieira |    |                      |     |     |